# 名倉 (相模原市)
名倉（なぐら）は、神奈川県相模原市緑区の大字。

## 地理
相模原市の西部、緑区藤野地区の西部に位置する。北端で西から東へ流れる相模川と、南端および東端で南西から北東へ流れる秋山川（相模川支流）に囲まれており、北東の日連大橋（日連 - 小渕に所在）付近で秋山川が相模川と合流する。全域が山間地であり、南の牧野と挟まれた秋山川は渓谷となっている。北で小渕、東で日連、南で牧野、西で山梨県上野原市鶴島、北西で山梨県上野原市新田及び上野原と隣接する。

## 歴史
- 1889年（明治22年）4月1日 - 町村制施行より、津久井郡名倉村が成立。
- 1955年（昭和30年）7月20日 - 名倉村が津久井郡の佐野川村・日連村・牧野村・吉野町と合併して藤野町が発足。旧名倉村域は大字名倉となる。
- 2007年（平成19年）3月11日 - 藤野町が相模原市に編入され、大字名倉は藤野町名倉となる。
- 2010年（平成22年）4月1日 - 相模原市が政令指定都市に移行し、藤野町名倉は緑区の一部となり、緑区の大字となると同時に名倉となる。その際、郵便番号が229-0207から252-0187に変更される[5]。

## 世帯数と人口
2020年（令和2年）10月1日現在（国勢調査）の世帯数と人口（総務省調べ）は以下の通りである。
| 大字 | 世帯数  | 人口    |
| ---- | ------- | ------- |
| 名倉 | 397世帯 | 1,047人 |

### 人口の変遷
国勢調査による人口の推移。なお、2005年までは藤野町の時の情報を掲載している。
| 年                 | 人口  |
| ------------------ | ----- |
| 1995年（平成7年）  | 1,230 |
| 2000年（平成12年） | 1,248 |
| 2005年（平成17年） | 1,175 |
| 2010年（平成22年） | 1,142 |
| 2015年（平成27年） | 1,122 |
| 2020年（令和2年）  | 1,047 |

### 世帯数の変遷
国勢調査による世帯数の推移。なお、2005年までは藤野町の時の情報を掲載している。
| 年                 | 世帯数 |
| ------------------ | ------ |
| 1995年（平成7年）  | 366    |
| 2000年（平成12年） | 389    |
| 2005年（平成17年） | 393    |
| 2010年（平成22年） | 388    |
| 2015年（平成27年） | 403    |
| 2020年（令和2年）  | 397    |

## 学区
市立小・中学校に通う場合、学区は以下の通りとなる（2018年2月時点）
| 番地 | 小学校               | 中学校               |
| ---- | -------------------- | -------------------- |
| 全域 | 相模原市立藤野小学校 | 相模原市立藤野中学校 |

## 事業所
2021年（令和3年）現在の経済センサス調査による事業所数と従業員数は以下の通りである。
| 大字 | 事業所数 | 従業員数 |
| ---- | -------- | -------- |
| 名倉 | 37事業所 | 207人    |

### 事業者数の変遷
経済センサスによる事業所数の推移。
| 年                 | 事業者数 |
| ------------------ | -------- |
| 2016年（平成28年） | 42       |
| 2021年（令和3年）  | 37       |

### 従業員数の変遷
経済センサスによる従業員数の推移。
| 年                 | 従業員数 |
| ------------------ | -------- |
| 2016年（平成28年） | 275      |
| 2021年（令和3年）  | 207      |

## 交通

### 道路
- 神奈川県道・山梨県道520号吉野上野原停車場線

### 路線バス
- 富士急バス名倉循環線：藤野駅 - 小学校前 - 葛原 - シュタイナー学園前 - 名倉 - 小学校前 - 藤野駅

## 施設
- 石楯尾神社
- 葛原神社
- 正念寺 - 1959年（昭和34年）3月6日に県指定重要文化財に指定された熊野権現影向図が所在する[14]。
- 桂林寺
- 名倉グラウンド
- 藤野園芸ランド
- シュタイナー学園初等部・中等部 - シュタイナー学園には高等部も存在するが、所在地は吉野にある。開校前は、廃校した藤野町立名倉小学校が所在していた。
- 全国警備業協会研修センターふじの

## その他

### 日本郵便
- 郵便番号 : 252-0187[3]（集配局 : 橋本郵便局[15]）。